# Talvez uma História de Amor
Talvez uma História de Amor es una película brasileña de 2018 del género comedia romántica basada en la novela Peut-être une histoire d'amour de Martin Page. Producida en Brasil y en Nueva York en 2015, dirigida por Rodrigo Bernardo, y protagonizada por Mateus Solano. Se estrenó en territorio brasileño el día 14 de junio de 2018.

## Sinopsis
Cuando llega a su casa, después de otro día normal en el trabajo, Virgilio (Mateus Solano) conecta la contestadora y escucha un mensaje inquietante. Es un mensaje de Clara (Thaila Ayala), comunicandole el final de su relación. Virgilio, entonces, entra en estado de shock y escucha repetidamente el mensaje, buscando algún sentido. El fin de la relación no es el problema; el problema es que Virgilio, soltero, no tiene la menor idea de quien sea Clara.

## Elenco
- Mateus Solano como Virgílio.[3]
- Thaila Ayala como Clara.
- Totia Meirelles como Dra. Marcia Bruner[4]
- Dani Calabresa cómo Lisa.
- Bianca Comparato como Katy.
- Nathalia Dill como Fernanda.
- Paulo Vilhena como João.
- Juliana Didone como Melissa.[2]
- Isabelle Drummond como Cintia.
- Jacqueline Sato como Carolina.
- Marco Luque como Otavio.[5]
- Cynthia Nixon como Toni.
- Genero Camilo como Antonio.
- Elisa Lucinda como Simone.
- Cláudia Alencar como Bianca.
- João Côrtes como Lucas.
- Flávia Botella como Denise.